# Rambiz
Rambiz — плавучий кран великої вантажопідйомності, який зокрема активно використовується для проєктів у енергетичній сфері.

## Характеристики
Судно спорудили у 1995—1996 роках на нідерландській корабельні De Hoop Scheepswerf, розташованій у місті Heusden в провінції Північний Брабант. Для цього використали два вантажні понтони Ram («Баран») та Bison («Бізон»), інтеграцією назв яких і отримали нове найменування «Rambiz». Зазначені плавзасоби (споруджені в 1976-му на цій же корабельні як Hajo's Turtle та Imortal Turtle) з'єднали за допомогою поставленого поперечно третього понтону Buffel («Буйвол»). Таким чином, за своїм архітектурно-конструктивним судно відноситься до катамаранів (до речі, як і інший відомий кран великої вантажопідйомності Svanen).
На понтоні розміщене кранове обладнання виробництва Huisman-Itrec вантажопідйомністю 3300 тонн з максимальною висотою підйому над палубою 79 метрів.
Пересування до місця виконання робіт здійснюється самостійно зі швидкістю до 8,5 вузла, що забезпечується чотирма головними двигунами потужністю по 0,75 МВт.
На судні існують умови для розміщення до 75 особи.
Судно використовується нідерландською компанією Scaldis Salvage & Marine Contractors, якою спільно володіють бельгійські DEME та Herbosch-Kiere, а також нідерландська Jan de Nul.

## Завдання судна

### Будівництво мостів
Rambiz спеціально створили для будівництва вантового моста Ва́шку да Га́ма, який перекинутий через річку Тежу у північно-східній частині міста Лісабона (введений в експлуатацію у 1998 році). При роботі над цим проєктом кран змонтував 150 прольотних балок вагою до 2200 тонн та довжиною по 80 метрів.
У 2004 році Rambiz здійснив демонтаж прольотів моста Монтроз, перекинутого через річку South Esk неподалік від її впадіння у Північне море на східному узбережжі Шотландії. Конструкції простояли понад 70 років та потребували заміни. Кран протранспортував і поклав на берег для розборки два прольоти довжиною по 60 метрів та вагою по 2100 тонн кожен, а також один менший завдовжки 13 метрів та вагою 300 тонн.

### Роботи в офшорній вітроенергетиці
В 2003 році кран встановив офшорну трансформаторну станцію на данській ВЕС Ністед, розташованій у Балтійському морі поблизу островів Лолланн та Фальстер.
У 2008-му на першій черзі бельгійської ВЕС Торнтон-Банк, розташованої у Північному морі на однойменній банці, кран здійснив транспортування та встановлення 6 гравітаційних фундаментів, кожен з яких важив від 2800 до 3000 тонн. А в 2011—2012 роках Rambiz задіяли для наступних фаз цієї станції, під час яких судно опускало на дно опорні основи («джекети») під вітрові турбіни (всього 48 одиниць), котрі важили від 470 до 573 тонн та мали висоту від 37 до 47 метрів. Крім того, кран спорудив тут трансформаторну підстанцію, «джекет» якої важив 800 тон, а чотирипалубна надбудова біля 2000 тон.
У 2010 році Rambiz встановив 30 опорних основ під вітрові турбіни вагою по 500 тонн на ВЕС Ормонд в Ірландському морі біля узбережжя Камбрії (палі, якими кріпились ці конструкції, споруджувало самопідіймальне судно Buzzard). Він же встановив ще одну основу для офшорної трансформаторної підстанції та змонтував на неї надбудову з обладнанням.
У тому ж та наступному 2011 році кран облаштував дві підстанції у складі опорних основ та надбудов з обладнанням («топсайдів») для першої та другої черг ВЕС Уолні (так само Ірландське море біля узбережжя Камбрії).
Весною 2011-го судно опустило на дно Північного моря біля Лінкольнширу опорну основу підстанції британської ВЕС Лінкс, а осінню змонтувало на неї надбудову з обладнанням.
Влітку цього ж року Rambiz  встановив дві надбудови з обладнанням вагою по 1260 тонн для офшорних підстанцій ВЕС Лондон-Аррай в Північному морі біля узбережжя Кенту (до того монопалі та перехідні елементи вже встановили самопідіймальне судно Sea Worker та інший плавучий кран Matador 3).
2013 року кран виконав ще одне завдання в Ірландському морі біля узбережжя Камбрії, на ВЕС Вест-оф-Даддон-Сандс. Для неї він спорудив офшорну трансформаторну підстанцію у складі «джекету» та «топсайду».
Після цього на початку літа він змонтував офшорну підстанцію вагою 1200 тонн на бельгійській ВЕС Нортвінд, що споруджувалась на банці Лодевейк (монопальний фундамент до того спорудило самопідіймальне судно Neptune).
В липні 2013-го кран розпочав роботу над підстанцією німецької ВЕС Нордзе-Ост (Північне море біля острова Гельголанд), встановивши гратчату опорну основу вагою 700 тонн (при цьому її закріплення палями здійснило самопідіймальне судно Victoria Mathias).
А в серпні 2013-го Rambiz встановив та закріпив палями «джекет» (1700 тон) та «топсайд» (1850 тон) підстанції ще однієї німецької ВЕС Боркум-Рифгрунд 1, яка споруджувалась у Північному морі неподалік острова Боркум.
Іншим проєктом, над яким працював Rambiz все у тому ж 2013 році, стало встановлення на шведській ВЕС Karehamn (Балтійське море біля північно-східного узбережжя острова Еланд) 16 фундаментів гравітаційного типу з вагою до 1950 тон. Їх опускали на майданчики, попередньо підготовані штанговим земснарядом Jerommeke. 
Весною 2014 року  судно провело спорудження двох офшорних трансформаторних пдстанцій в німецькому секторі Північного моря. Спочатку на ВЕС Амрумбанк-Вест (західніше від острова Амрум) кран встановив опорну основу вагою 990 тонн та надбудову з обладнанням у 1115 тон. Після цього подібні роботи провели на ВЕС Бутендік, яка споруджувалась на захід від острова Зильт.
Влітку кран повернувся на Нордзе-Ост, де роком раніше встановив «джекет», та змонтував «топсайд» підстанції вагою 1850 тон.
Проведені ж у серпні 2014-го роботи на ВЕС Балтік 2 (німецький сектор Балтійського моря на північ від острова Рюген) хоч і були також пов'язані з офшорною підстанцією, проте відрізнялись від усталеної схеми — кран спорудив лише палі довжиною по 80 метрів та вагою по 700 тон, на які стала плавуча самопідіймальна конструкція.
У лютому 2015-го на нідерландській ВЕС Енеко-Люхтердейнен кран встановив чергову підстанцію. Вона важила 900 тон та монтувалась на монопальний фундамент, споруджений самопідіймальним судном Aeolus.
Влітку 2015-го на нідерландській ВЕС Геміні Rambiz встановив ґратчасті опорні основи, а через місяць змонтував на них «топсайди» вагою по 2500 тонн для двох підстанцій.
У травні та липні 2016 року кран в два етапи спорудив підстанцію на ВЕС Нордзе 1 (німецький сектор Північного моря неподалік від острова Юст). Спершу ґратчасту опорну основу заввишки 50 метрів та вагою 1683 тонни закріпили на морському дні за допомогою чотирьох паль вагою по 240 тонн та завдовжки 67 метрів. Потім на неї змонтували надбудову з обладнанням вагою 2293 тонни.
У вересні 2016-го Rambiz встановив надбудову офшорної підстанції бельгійської ВЕС Нобелвінд, розташованої на банці Блай (при цьому фундамент спорудило судно  Vole Au Vent).
У першій половині 2017-го судно провело спорудження підстанції на британській ВЕС Рампіон, розташованій біля південного узбережжя країни у протоці Ла-Манш. Воно встановило опорну основу вагою 1100 тонн та «топсайд», котрий важив до 2000 тонн.
У вересні 2017-го Rambiz встановив офшорну трансформаторну підстанцію вагою 2000 тонн на німецькій ВЕС Нордергрюнде (Північне море на виході з естуарію Везера).

### Спорудження припливних електростанцій

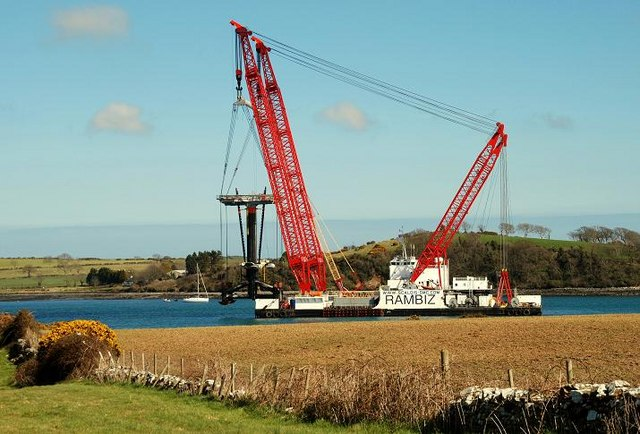
Rambiz під час робіт на ПЕС Стренгфорд-Лох

В 2008 році Rambiz задіяли на спорудженні біля узбережжя Північної Ірландії експериментальної припливної електростанції Стренгфорд-Лох. Кран опустив на дно конструкцію із двох змонтованих на єдиній основі турбін, яка важила 1000 тон.

### Роботи у нафтогазовій сфері

#### Спорудження плавучих установок та платформ
В 2009 році кран відвідав російський порт Сєверодвінськ, куди на баржі UR91 Grimstad доставили із Виборга два житлові модулі вагою 1500 та 1250 тон. Задачею Rambiz було їх встановлення на платформу Prirazlomnaya, що споруджувалась для освоєння нафтового родовища Прирозломне, розташованого у Печорському морі.
У першій половині 2010-х років кран встановив енергетичні модулі (котел вагою 800 тонн та парову турбіну вагою 600 тон) на плавучу установку з підготовки, зберігання та відвантаження нафти (FPSO) Enquest Producer, яку споруджували на корабельні у Гамбурзі для роботи на нафтових родовищах Alma та Galia в британському секторі Північного моря.
На початку 2017 року Rambiz провів встановлення бурового модулю вагою 1330 тонн у межах спорудження платформи, котра буде встановлена у норвезькому секторі Північного моря на нафтовому родовищі Johan Sverdrup.

#### Встановлення платформ
В кінці 2000-х Rambiz здійснив спорудження платформи Hasdrubal A на туніському газоконденсатному родовищі Гасдрубал. Опорна основа цієї споруди важила 1000 тонн та мала висоту 70 метрів, тоді як надбудова мала вагу 1450 тон.
У той же період кран змонтував платформи А та В на хорватському родовищі Аннамарія у Адріатичному морі. Їх "джекети", встановлені в районі з глибиною моря біля 60 метрів, важили 1160 та 1020 тон, а "топсайди" 1810 та 1800 тон відповідно.
В 2013 році  Rambiz знову прибу до хорватського сектору Адріатики та встановив опорну основу типу «трипод» вагою 700 тон для платформи IKA-JZ  (газове родовище Іка). Він опустив доставлену з Рієки на баржі споруду заввишки 73 метри на дно та закріпив її палями.
В червні 2014-го кран залучили до спорудження платформи L6-B на однойменному нідерландському газовому родовищі. Особливістю операції стала доставка з Роттердама повністю змонтованого об'єкту, який кран опустив на позицію для подальшого закріплення на дні за допомогою кесонної технології.
Ще одним завданням у нафтогазовій галузі стало встановлення в інтересах компанії ENI опорних основ типу «трипод» під платформи Elettra та Fauzia (хорватський та італійський сектори Адріатичного моря відповідно). Основи важили від 700 до 800 тонн та були встановлені в районі з глибинами 80 та 67 метрів, після чого їх закріпили палями завдовжки від 60 до 67 метрів.
У червні 2017-го кран провів спорудження платформи на газовому родовищі L13-FI у нідерландському секторі Північного моря. При цьому він послідовно встановив монопалю, перехідний елемент та «топсайд».

#### Демонтаж платформ
На початку 2011-го Rambiz задіяли для робіт на британському газовому родовищі Велланд, розташованому на півдні Північного моря. Кран завантажив на баржу призначений для подальшого використання «топсайд», а відрізану від нього та від утримуючих паль опорну основу («джекет») доставив для демонтажу на стропах.
Того ж року Rambiz отримав ще одне таке ж завдання в цьому районі — на газовому родовищі Камелот. Верхню частину платформи вагою 1200 тонн завантажили на баржу для доставки на місце розборки, тоді як «джекет», що важив біля 700 тон, протранспортував туди сам Rambiz.
В 2014-му Rambiz у два заходи здійснив роботи з остаточного демонтажу потужностей на нідерландському родовищі K10-B, яке до 2003 року продукувало газ. Влітку ліквідували платформу для фонтанних арматур, зв'язуючий її з виробничою платформою місток та житловий модуль, при цьому опорну основу («джекет») платформи кран протранспортував на стропах до місця розборки. А на початку осені того ж року Rambiz повернувся для демонтажу виробничої платформи. 
У кінці 2014-го кран виконав роботи по розборці плавучої завантажувальної платформи норвезького нафтового родовища Draugen, яку відбуксирували до Bømlafjord.
В березні 2017 кран провів демобілізацію платформи, з якої відбувалась розробка невеликих газових родовищ Horne та Wren (Північне море біля узбережжя Норфолку). Він одночасно протранспортував обидва головні конструктивні елементи — зрізаний «топсайд» розмістили на палубі, а «джекет» підійняли на стропах.
У липні 2017-го кран розпочав демонтаж платформи AP — однієї з трьох, встановлених на британському північноморському газовому родовищі Thames. Споруда складалась з надбудови, опорної основи («джекету») та встановленого на дні шаблону, який забезпечував правильний монтаж «джекету».

### Рятувальні роботи

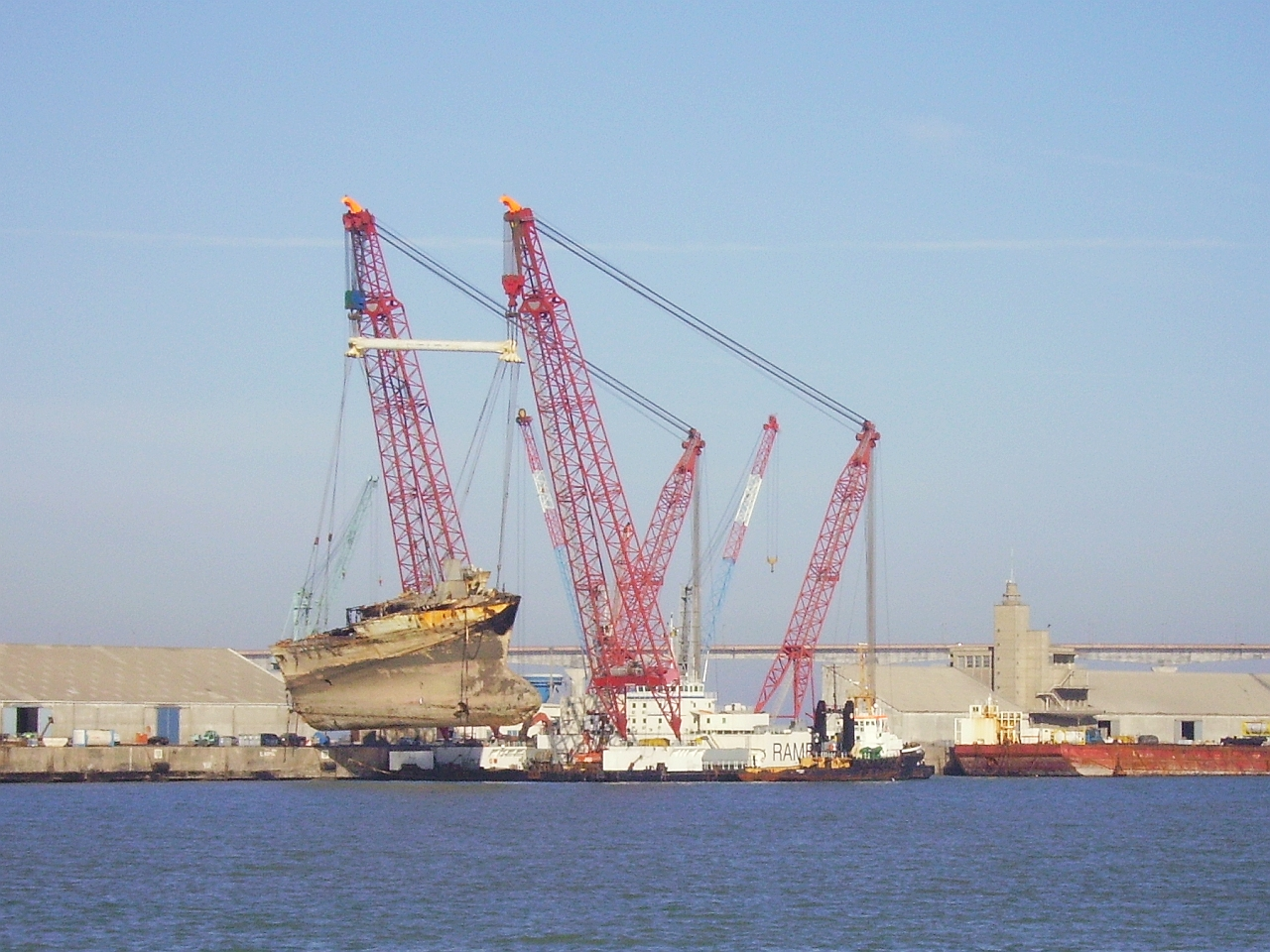
Кран в порту La Rochelle-Pallice з піднятою частиною ролкера Rokia Delmas

На початку 2000-х Rambiz разом з іншим плавучим краном великої вантажопідйомності Asian Hercules II підійняли та завантажили на напівзанурювану баржу Giant 4 найбільші п'ять із дев'яти секцій, на які розрізали контейнеровоз Tricolor, Dкотрий затонув в Ла-Манші біля гавані Дюнкерка та створив істотну загрозу для навігації.
2007 року Rambiz провів роботи по ролкеру Rokia Delmas, який у жовтні 2006-го сів на мілину біля острова Іль-де-Ре (узбережжя Біскайської затоки). Визнане остаточною втратою судно розрізали та вилучили посекційно. При цьому для доведення ваги машинного відділення до 2800 тонн з нього спершу дістали головний двигун.
У 2009-му кран працював із кормовою частиною балкера New Flame, який затонув за два роки до того біля Гібралтару після зіткнення з нафтовим танкером Europa Point. Rambiz підняв, стабілізував та доставив секцію вагою 2850 тонн до зазначеного порту, де завантажив її на транспортний понтон.
В 2016 році Rambiz окремо підійняв та завантажив на напівзанурювані судна носову та кормову секції нідерландського суховантажного судна Flinterstar, яке в жовтні 2015-го затонуло після зіткнення із ЗПГ танкером Al-Oraiq в Північному морі біля узбережжя Бельгії.

### Суднобудування
В 2007-му на корабельні компанії Keppel у Роттердамі Rambiz разом з плавучим краном Matador 3 спершу завантажили на баржу, а потім перенесли на судно Blackford Dolphin нову бурову вежу, яка встановлювалась в межах модернізації.
У 2012 році на корабельні компанії Huisman в Східамі (все та ж роттердамська агломерація) кран підійняв з причалу та встановив на судно Noble Globetrotter II бурову вежу вагою 2600 тон.
Весною 2016-го у Вліссінгені (Нідерланди) здійснив ряд перевантажувальних операцій з елементом трубоукладальної системи, який важив 1600 тонн та призначався для найбільшого в світі трубоукладального судна Pioneering Spirit.
А осінню того ж року кран змонтував трубоукладальну систему вагою 2430 тонн на судно Scandi Buzios, що споруджувалось на східамській верфі.

## Інтернет-ресурси
- https://commons.wikimedia.org/wiki/Category:Rambiz_(ship,_1996)?uselang=nl#mw-subcategories